# Aaron Allston
Aaron Allston (Corsicana, 8 dicembre 1960 – Springfield, 27 febbraio 2014) è stato uno scrittore e autore di giochi statunitense, noto principalmente per i suoi lavori nell'ambientazione Mystara del gioco di ruolo Dungeons & Dragons e per suoi romanzi ambientati nell'universo narrativo di Guerre stellari.

## Biografia
Nato Corsicana, nello Stato del Texas, Allston ha passato i primi anni della sua vita spostandosi lungo lo Stato, per poi diplomarsi a Denton. Allston si è successivamente trasferito ad Austin nel 1979 per frequentare l'Università del Texas.
Allston cominciò a lavorare come tuttofare per la Steve Jackson Games, acquisendo sempre più responsabilità ed in breve divenne il curatore editoriale di The Space Gamer dal numero 52 (giugno 1982) al 65 (settembre/ottobre 1983), periodo in cui la rivista vinse il H.G. Wells Award for Best Professional Role-Playing Magazine, oltre che curatore delle prime due uscite di Fantasy Gamer (agosto/settembre 1983 e dicembre/gennaio 1984). A partire dal 1983 ha iniziato la professione di autore di giochi freelance.
Alston curò il manuale Autoduel Champions del 1983, un cross-over tra Champions della Hero Games e Car Wars della Steve Jackson Games.. È stato il coautore del videogioco Savage Empire, che fu dichiarato il miglior RPG Fantasy per PC dalla rivista Game Player nel 1990.
È stato poi il curatore della Rules Cyclopedia (1991), la pubblicazione che raccoglieva e razionalizzava le regole del D&D Basico. Sempre per Dungeons & Dragons fu l'autore e/o il curatore di diversi supplementi relativi all'ambientazione Mystara (il suo lavoro più noto è l'Atlante n.1 "Il Granducato di Karameikos"), sia per il regolamento basico, sia per la sua incarnazione con il regolamento avanzato. 
Ha iniziato a scrivere per la serie Star Wars: X-wing (ambientata nell'Universo espanso di Guerre stellari nel 1997, quando Michael A. Stackpole, che aveva scritto i primi quattro libri della serie, non fu più in grado di proseguire la serie perché impegnato con il romanzo Io, Jedi. Stackpole e Allstone si conoscevano ed avevano già collaborato ad alcuni progetti, così Allstone fu tra i sostituti suggeriti da Stackpole alla Bantam Books. Nel 2002 Allston ha prodotto una nuova versione del regolamento di Champions della Hero Games. Nel 2006 Allston inaugurò la serie The Legacy of the Force con il romanzo Betrayal.
Allston ha vissuto gli ultimi anni della sua vita a Round Rock, sempre in Texas.
Per un breve periodo ha lavorato per il quotidiano locale Austin American-Statesman.
Nell'aprile 2009, durante una sessione di firme per il suo libro Outcast, appartenente alla saga Fate of the Jedi, Allston ha avuto un infarto, venendo operato d'urgenza per realizzare un quadruplo bypass aorto-coronarico.- Nel febbraio 2014 un secondo attacco cardiaco, avvenuto mentre si trovava alla Visioncon di Springfield (nel Missouri), gli è stato fatale.

## Opere

### Romanzi
- (1988). Web of Danger. Romanzo per l'ambientazione del gioco di ruolo Top Secret[6]
- (1993). Galatea In 2-D[6]
- (1994). Double Jeopardy[6]
- Ambientati nell'universo del videogioco The Bard's Tale
  - con Holly Lisle (1996). Thunder of the Captains[6]
  - con Holly Lisle (1997). Wrath of the Princes[6]
- Ciclo di Doc Sidhe
  - (1995). Doc Sidhe[6]
  - (2001). Sidhe-Devil[1]
- Ambientati nell'universo di Guerre stellari
  - Star Wars: X-wing
    - (1998). Wraith Squadron[6]
    - (1998). Iron Fist[6]
    - (1999). Solo Command
    - (1999). Starfighters of Adumar
    - (2012). Mercy Kill[13]

  - The New Jedi Order
    - (2002). Enemy Lines I: Rebel Dream
    - (2002). Enemy Lines II: Rebel Stand

  - Legacy of the Force
    - (2006). Betrayal
    - (2007). Exile
    - (2007). Fury

  - Fate of the Jedi
    - (2009). Outcast
    - (2010). Backlash
    - (2011). Conviction
- Ambientati nell'universo di Terminator
  - Terminator 3 Terminator Dreams (2003)
  - Terminator Hunt (2004)

### Giochi di ruolo
- Hero System / Champions
  - (1983). Autoduel Champion. Steve Jackson Games. Crossover tra Hero System e Car Wars
  - (1983). The Circle and M.E.T.E.. Hero Games. Descrizione di un supergruppo.
  - con George MacDonald, Steve Petersen, Michael L. Stackpole (1984). Champion III. Hero Games. Regole supplementari
  - (1985). Lands of Mystery. Hero Games. ISBN 0-917481-60-7
  - con Steve Petersen, Michael A. Stackpole (1984). Justice Inc.. Hero Games
  - (1988). Strike Force. Iron Crown Enterprise/Hero Games. ISBN 1-55806-017-0. Manuale per gestire una campagna di supereroi
  - (1988). Mythic Greece: The Age of Heroes. Iron Crown Enterprise. ISBN 1-55806-002-2. Ambientazione storica con supporto sia per Rolemaster che per l'Hero System
  - (1990). Ninja Hero. Hero Games/Iron Crown Enterprise. ISBN 1-55806-095-2
  - (2002). Champions: Superpowered Roleplaying. Hero Games. ISBN 1-58360-046-9. Quinta edizione del manuale base di Champions
  - (2010). Champions: Superpowered Roleplaying. Hero Games. ISBN 978-1-58366-125-3. Sesta edizione del manuale base di Champions
  - con Mike Nystul (1989). The Spell Book. Hero Games/Iron Crown Enterprise. ISBN 1-55806-022-7
  - (1986). Super Agents. Hero Games/Iron Crown Enterprise
  - (1984). Trail of the Gold Spike. Hero Games
- Dungeons & Dragons
  - (1986). N4: Treasure Hunt. TSR. ISBN 0-88038-326-7
  - (1987). X12: Skarda's Mirror. TSR. ISBN 0-88038-385-2
  - (1987). GAZ1: The Grand Duchy of Karameikos. TSR. ISBN 0-88038-391-7
  - (1988). GAZ6: The Dwarves of Rockhome. TSR. ISBN 0-88038-561-8
  - (1989). Dawn of the Emperors: Thyatis and Alphatia. TSR. ISBN 0-88038-736-X
  - con Harold Johnson (1988). Dungeon Master's Design Kit. TSR. ISBN 0-88038-599-5
  - (1989). PHBR1: The Complete Fighter's Handbook. TSR. ISBN 0-88038-779-3
  - (1990). Hollow World Campaign Set TSR. ISBN 0-88038-862-5
  - (1990). PHBR3: The Complete Priest's Handbook. TSR. ISBN 0-88038-818-8
  - (1991). Dungeons & Dragons Rules Cyclopedia. TSR. ISBN 1-56076-085-0
  - (1992). Poor Wizard's Almanac & Book of Facts. TSR. ISBN 1-56076-385-X[6]
  - (1992). Wrath of the Immortals. TSR. ISBN 1-56076-412-0
  - con Jeff Grubb, Thomas M. Reid (1994). Karameikos: Kingdom of Adventure. TSR. ISBN 1-56076-853-3
  - (1995). The Complete Ninja's Handbook. TSR. ISBN 0-7869-0159-4
  - con Jeff Grubb, John D. Rateliff (1995). Mark of Amber. TSR. ISBN 0-7869-0140-3
  - (1996). I, Tirant. TSR. Supplemento dedicato ai Beholder
- GURPS
  - con Scott Harving (1986). GURPS Autoduel. Steve Jackson Games. ISBN 1-55634-053-2. Supplemento che trasforma in gioco di ruolo l'ambientazione del gioco da tavolo Car Wars
  - (1989). School of Hard Knocks. Steve Jackson Games. ISBN 1-55634-149-0
- Altri
  - con Robin D. Laws, Phil Masters (2001). Cugel's Compendium of Indispensable Advantages. Pelgrane Press. ISBN 0-9539980-3-7. Supplemento per The Dying Earth Roleplaying Game
  - con J. David George (1988). Harkwood. Steve Jackson Games. ISBN 1-55634-103-2. Supplemento per l'ambientazione fantasy Yrth di GURPS.
  - et al (2004). Paranoia: GM Pack. Mongoose Publishing. ISBN 1-904854-49-4. Supplemento per Paranoia